# Nemce

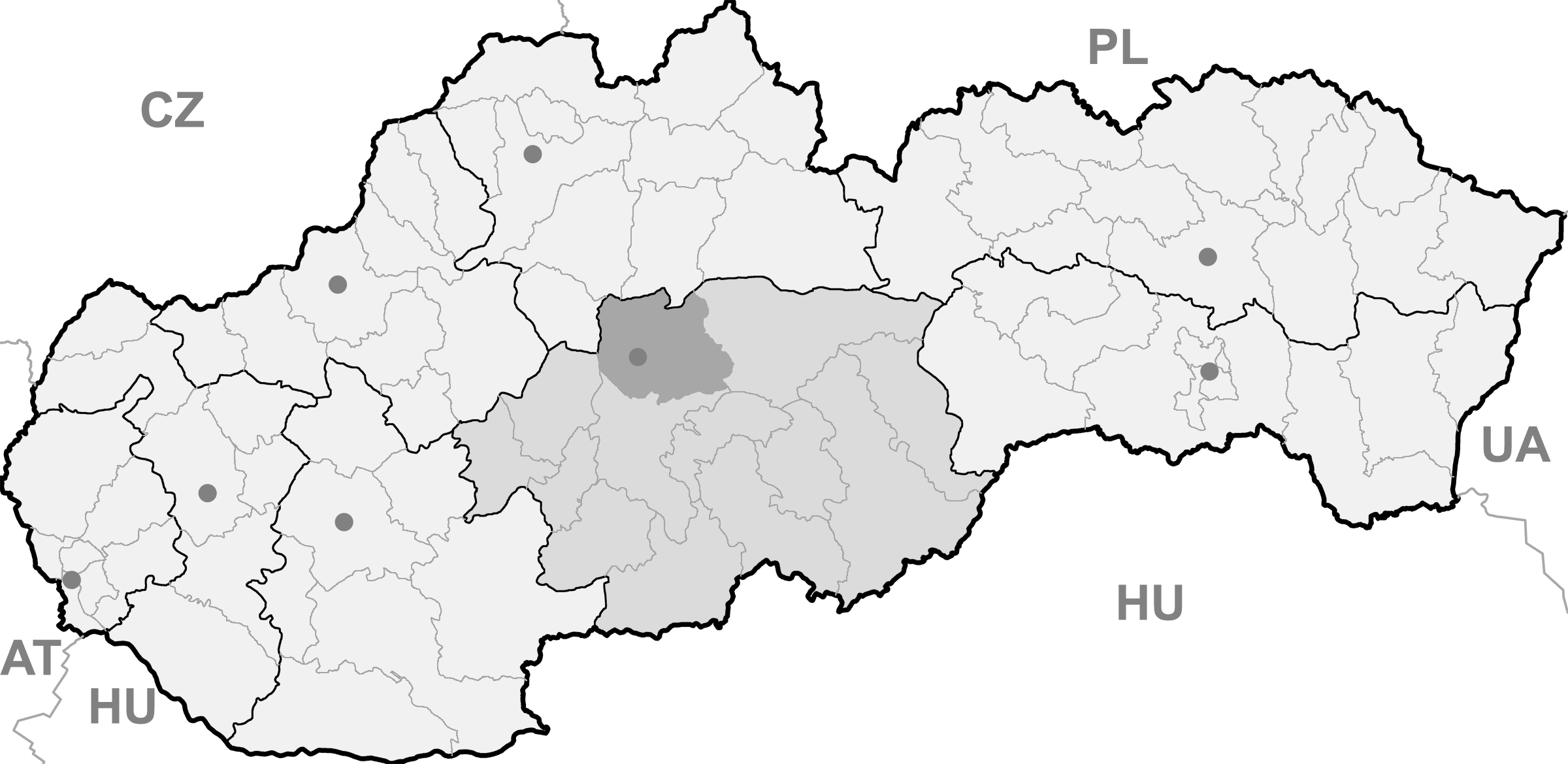
Mapa da Eslováquia com a região e distrito de Banská Bystrica destacado.

Nemce é um município da Eslováquia localizado no distrito de Banská Bystrica, região de Banská Bystrica.

## Demografia
| Ano:        | 1994 | 2004   | 2014   | 2024   |
| ----------- | ---- | ------ | ------ | ------ |
| Broj ljudi: | 1088 | 1107   | 1183   | 1153   |
| Razlika:    |      | +1,74% | +6,86% | -2,53% |

| Ano:               | 2023 | 2024   |
| ------------------ | ---- | ------ |
| Número de pessoas: | 1161 | 1153   |
| Diferença:         |      | -0,68% |